# Línia 8 de l'autobús urbà de Girona
La línia L8 o línia Estació d'Autobusos/RENFE - UdG Montilivi, és una línia d'autobús urbà regular de la ciutat de Girona integrada a la Zona 1 de l'ATM de l'Àrea de Girona, gestionada per l'empresa TMG SAU. Aquesta uneix l'Estació d'Autobusos/RENFE amb la UdG Centre, el Parc Tecnològic i la UdG Montilivi.

## Història
La línia, creada el 2001, tenia en el seu naixement un recorregut diferent de l'actual. Durant nou anys, fins al 2010, no passava pel Parc Científic i Tecnològic de la UdG i passava per l'avinguda de Montilivi i per l'avinguda de Lluís Pericot. A més, tenia dues expedicions a les 07:30 i a les 08:30 que iniciaven el recorregut des del Pavelló de Fontajau.
A partir del 13 de setembre de 2010, l'L8 va canviar el seu trajecte per passar pel Parc Científic i Tecnològic de la UdG. El canvi de trajecte també va fer que l'L8 circulés pel C/ de Santa Eugènia, el C/ del Riu Güell, el passeig d'Olot i l'avinguda Sant Narcís. També passava per la plaça Poeta Marquina oferint la possibilitat de fer transbord amb l'L3, L4, L5 i L7. Al matí hi havia quatre expedicions (07:24, 07:29, 07:54 i 08:29) que sortien pel C/ de Santa Eugènia i anaven fins al C/ Agudes (Salt).
El març del 2021, la línia tornà a canviar el recorregut, deixant de tenir lloc les expedicions que començaven al C/ de Santa Eugènia i deixant de passar pel C/ de Santa Eugènia, el C/ del Riu Güell, el passeig d'Olot i l'avinguda Sant Narcís. Aquest nou recorregut és el que segueix avui en dia.
A partir de l'1 de setembre de 2024, la línia patirà un petit canvi en el seu pas per la zona de l'estació de Girona on s'anul·laran les parades de Pl. Espanya/RENFE i del C/ Creu. En canvi, el nou recorregut de l'L8 començarà i finalitzarà a l'andana número 7 de l'Estació d'Autobusos. També, el nou recorregut passarà pel C/ Emili Grahit.

## Horaris
| L8      | Primer servei    | Primer servei                | Darrer servei    | Darrer servei                |
| L8      | A: UdG Montilivi | A: Estació d'Autobusos/RENFE | A: UdG Montilivi | A: Estació d'Autobusos/RENFE |
| Feiners | 07:15            | 06:57                        | 21:15            | 22:15                        |

## Recorregut i parades
En el recorregut en sentit UdG Montilivi, l'L8 inicia el trajecte des de l'Estació d'autobusos/RENFE incorporant-se al C/ de la Creu fins a girar a la dreta al C/ Migdia per incorporar-se al C/ d'Emili Grahit avançant fins a la plaça dels Països Catalans on hi ha el Campus del Centre de la Universitat de Girona.
Des del Campus del Centre, l'L8 segueix pel C/ d'Emili Grahit fins a arribar al Parc Científic i Tecnològic de la Universitat de Girona.
Des del Parc Científic i Tecnològic de la Universitat de Girona, segueix pel C/ Pic de Peguera i al final d'aquest gira a l'esquerra pel C/ Universitat de Girona fins a finalitzar el recorregut al Campus de Montilivi de la Universitat de Girona.
| Codi  | Parada                             | Correspondència |
| ----- | ---------------------------------- | --------------- |
| 15079 | Estació d'autobusos/RENFE          | L-10            |
| 15309 | C/ Creu - C/ Barcelona             | L-10            |
| 15310 | C/ Creu                            | L-10            |
| 15306 | C/ Migdia - C/ Creu                | L-1 L-10 L-11   |
| 15070 | UdG - Centre                       | L-9 L-11        |
| 15072 | C/ Emili Grahit (Guàrdia Civil)    | L-11            |
| 15336 | Parc Tecnològic - Narcís Monturiol |                 |
| 15337 | Parc Tecnològic - Jaume Casademont |                 |
| 15338 | C/ Pic de Peguera                  | L-11            |
| 15082 | UdG - Econòmiques                  |                 |
| 15083 | UdG - Dret                         |                 |

En el recorregut en sentit Estació d'autobusos/RENFE, l'L8 inicia el trajecte des del C/ Universitat de Girona passant per les parades que hi ha situades al llarg del carrer fins a girar a la dreta cap al C/ Pic de Peguera fins a arribar al Parc Científic i Tecnològic de la Universitat de Girona.
Des del Parc Científic i Tecnològic de la Universitat de Girona, l'L8 segueix pel C/ d'Emili Grahit fins a arribar al Campus del Centre.
Des del Campus del Centre de la Universitat de Girona segueix recte pel C/ d'Emili Grahit fins a incorporar-se al C/ de Barcelona on gira a l'esquerra cap a la plaça d'Espanya fins a arribar a l'Estació d'autobusos/RENFE.
| Codi  | Parada                             | Correspondència |
| ----- | ---------------------------------- | --------------- |
| 15395 | C/ Universitat de Girona           | L-9             |
| 15396 | UdG - Dret                         |                 |
| 15397 | UdG - Montilivi                    |                 |
| 15333 | C/ Pic de Peguera                  |                 |
| 15334 | Parc Tecnològic - Jaume Casademont |                 |
| 15335 | Parc Tecnològic - Narcís Monturiol |                 |
| 15073 | UdG - Centre                       | L-9 L-11        |
| 15068 | C/ Emili Grahit                    | L-9 L-10        |
| 15319 | C/ Barcelona - C/ Creu             | L-2 L-10        |